# Унтерляйнляйтер
Унтерляйнляйтер (нім. Unterleinleiter) — громада в Німеччині, розташована в землі Баварія. Підпорядковується адміністративному округу Верхня Франконія. Входить до складу району Форхгайм. Складова частина об'єднання громад Еберманнштадт.
Площа — 12,48 км2. Населення становить 1178 ос. (станом на 31 грудня 2020).